# Municipio de Norman (condado de Pine)
El municipio de Norman (en inglés: Norman Township) es un municipio ubicado en el condado de Pine en el estado estadounidense de Minnesota. En el año 2010 tenía una población de 248 habitantes y una densidad poblacional de 2,66 personas por km².

## Geografía
El municipio de Norman se encuentra ubicado en las coordenadas 46°17′43″N 92°43′51″O / 46.29528, -92.73083. Según la Oficina del Censo de los Estados Unidos, el municipio tiene una superficie total de 93.17 km², de la cual 92,72 km² corresponden a tierra firme y (0,49 %) 0,46 km² es agua.

## Demografía
Según el censo de 2010, había 248 personas residiendo en el municipio de Norman. La densidad de población era de 2,66 hab./km². De los 248 habitantes, el municipio de Norman estaba compuesto por el 96,37 % blancos, el 1,61 % eran afroamericanos y el 2,02 % eran de una mezcla de razas. Del total de la población el 0,4 % eran hispanos o latinos de cualquier raza.